# Thibeau Stockbroekx
Thibeau Stockbroekx né le 20 juillet 2000, est un joueur belge de hockey sur gazon qui joue au poste d'attaquant au HC Oranje-Rood. À la Coupe du monde 2023, en Inde, il est réserviste de l'équipe de Belgique qui remporte la médaille d'argent.

## Biographie
Thibeau est né le 20 juillet 2000 en Belgique, il est le cousin d'un ancien international belge Emmanuel Stockbroekx.

## Carrière

### En club
Thibeau joue dans le club du HC Oranje-Rood dans le championnat des Pays-Bas.

### En équipe nationale
Thibeau fait ses débuts le 26 février 2019 contre la Russie en match amical dont la Belgique s'est imposée 3 - 0 à Kontich dans la région d'Anvers.
En 2020, il fait partie du noyau de la Belgique pour concourir à la Ligue professionnelle masculine de hockey sur gazon 2020-2021 dont il remporte la médaille d'or,.
En 2021, il fait définitivement partie de l'équipe première de la Belgique pour disputer sa première compétition internationale à savoir la Ligue professionnelle 2021-2022 dont il remporte la médaille d'argent.
En 2023, il enchaîne avec une médaille d'argent à la Coupe du monde 2023 en Inde, en tant que réserviste, suivi de près par une médaille de bronze à la Ligue professionnelle 2022-2023,.
En 2024, il fait partie du noyau de la Belgique pour le tournoi masculin des Jeux olympiques d'été de 2024 organisés à Paris dont la Belgique est éliminée en quarts de finale après sa défaite 3 - 2 contre l'Espagne,.

## Palmarès
- : 1er à la Ligue professionnelle 2020-2021
- : 2e à la Ligue professionnelle 2021-2022
- : 2e à la Coupe du monde 2023
- : 3e à la Ligue professionnelle 2022-2023